# ناحیه چیمبای
چیمبای (به ازبکی: Chimboy tumani، چیمبای تومنی)(به قره‌قالپاقی: Shımbay rayonı، شىُمبای رایونىُ) یک ناحیه در ازبکستان است که در قره‌قالپاقستان واقع شده‌است. ناحیه چیمبای ۱۱۵٬۷۰۰ نفر جمعیت دارد.